# كيريلو كوستنكو
كيريلو كوستنكو (بالأوكرانية: Костенко Кирило Володимирович)‏ هو لاعب كرة قدم أوكراني في مركز الوسط، ولد في 4 ديسمبر 1998 في خميلنيتسكي في أوكرانيا. لعب مع نادي أوليكساندريا.

## وصلات خارجية
- كيريلو كوستنكو على موقع قاعدة بيانات كرة القدم.إي يو (الإنجليزية)
- كيريلو كوستنكو على موقع Soccerway.com (الإنجليزية)